# رشته‌کوه سوسامیر
رشته‌کوه سوسامیر (به لاتین: Suusamyr Too) یک رشته‌کوه و کوه در قرقیزستان است که در استان نارین واقع شده‌است. رشته‌کوه سوسامیر ۴٬۰۴۸ متر بالاتر از سطح دریا واقع شده‌است.